# Estación de Pontevedra
Pontevedra es una estación ferroviaria situada en la ciudad española de Pontevedra en la comunidad autónoma de Galicia. Cuenta con servicios de Larga y Media Distancia operados por Renfe. Cumple también funciones logísticas. Fue inaugurada en 1966 sustituyendo a la antigua estación de Campolongo construida en 1884.
Registró en 2023 un tráfico de 1.586.245 pasajeros, siendo la cuarta estación con mayor número de viajeros de Galicia por detrás de las de Santiago, La Coruña y Vigo-Urzaiz. En 2021, Pontevedra fue una de las primeras quince estaciones españolas con acceso gratuito a Internet Wi-Fi.

## Situación ferroviaria
La estación se encuentra a 31 metros de altitud y forma parte de las siguientes línea férreas de ancho ibérico:
- Línea férrea Redondela-Santiago de Compostela, punto kilométrico 17,644,[5] entre las estaciones de Arcade y Pontevedra-Universidad.
- Línea férrea Pontevedra-Marín, punto kilométrico 0,000. Es una línea que une Pontevedra con el puerto de Marín-Pontevedra.[6]

## Historia

### Antecedentes
Fue en 1863 cuando se creó la sociedad del Ferrocarril Compostelano de la Infanta Doña Isabel con el propósito de unir Santiago de Compostela con Carril-Villagarcía de Arosa. Esta sociedad fue vendida en 1866 a la The West Galicia Railway Company Limited, compañía británica que fue quien puso en marcha el mencionado tramo el 15 de septiembre de 1873 tras once años de trabajo. No sería hasta 1889 cuando se puso en marcha el tramo de 42 kilómetros que permitió prolongar esa línea hasta Pontevedra.

### La estación de Campolongo
El 16 de mayo de 1884 llegó a Pontevedra el primer tren en pruebas procedente de Redondela. Esta fue la etapa previa al viaje inaugural de la línea Pontevedra-Redondela el 30 de junio de ese mismo año. En 1886 la compañía de los Ferrocarriles de Medina del Campo a Zamora y de Orense a Vigo (generalmente abreviada como MZOV) había concluido el trazado de la línea férrea que unía Monforte de Lemos con Vigo y que se pretendía prolongar a Portugal. Esta línea tenía una conexión desde Redondela hasta la nueva estación de Pontevedra (un tramo de 18,95 kilómetros), inaugurada el 30 de junio de 1884 en el barrio de Campolongo, en terrenos correspondientes a parte de lo que hoy es la céntrica plaza de Galicia.

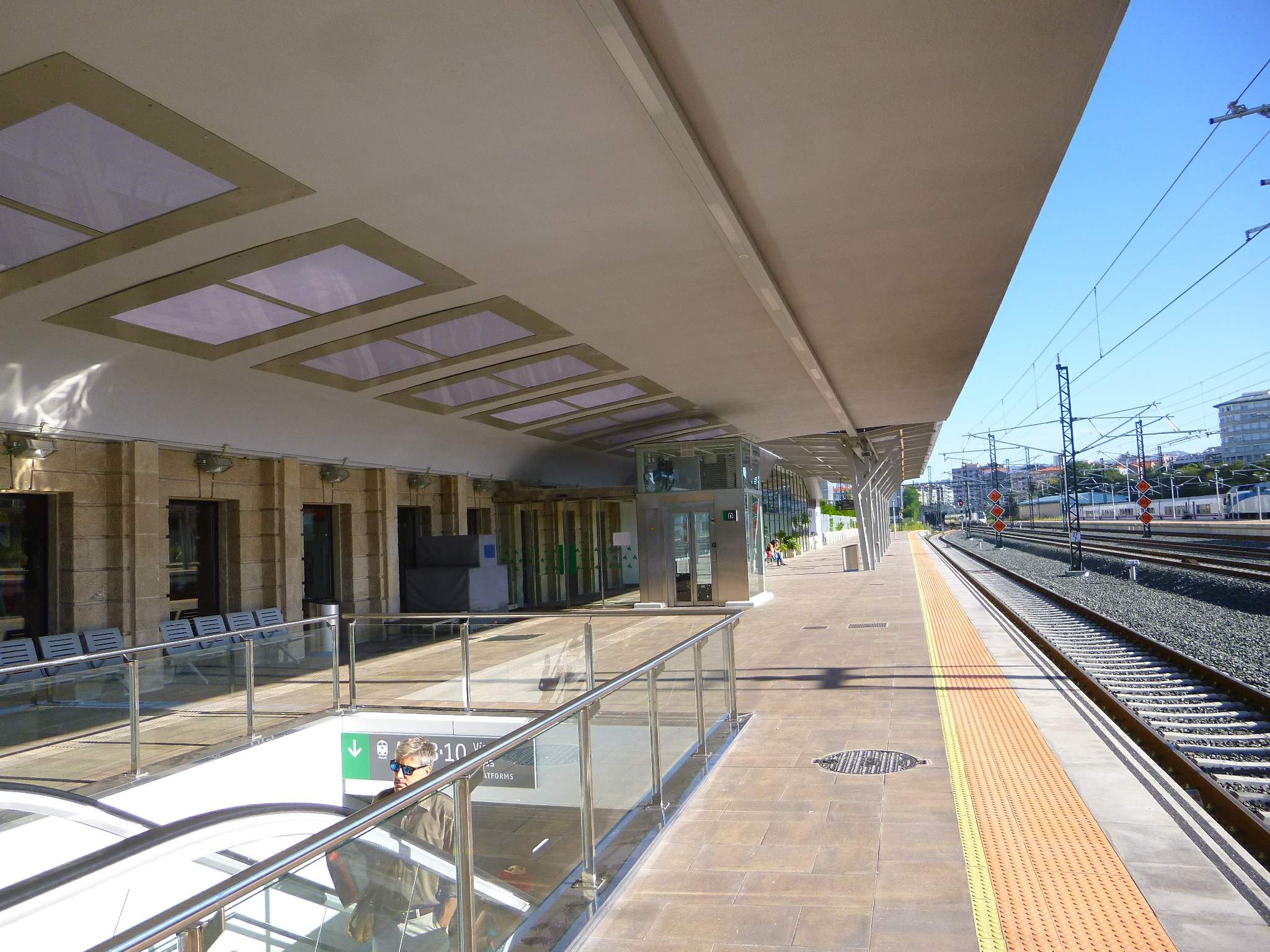
Área de andenes

El 9 de septiembre de 1928, MZOV se hizo con el control de The West Galicia Railway Company Limited. Sin embargo esta situación solo duró un año tras ser absorbida la primera por la Compañía Nacional de los Ferrocarriles del Oeste. En 1941, Oeste fue nacionalizada e integrada en la recién creada Renfe quien gestionó la estación hasta la separación de Renfe en Adif y Renfe Operadora el 31 de diciembre de 2004.

### La estación actual
En 1966, la antigua estación de ferrocarril de la plaza de Galicia fue cerrada tras la construcción de la nueva estación de Pontevedra, en el barrio de Gorgullón cerca del barrio de A Parda, inaugurada el 8 de agosto de 1966.

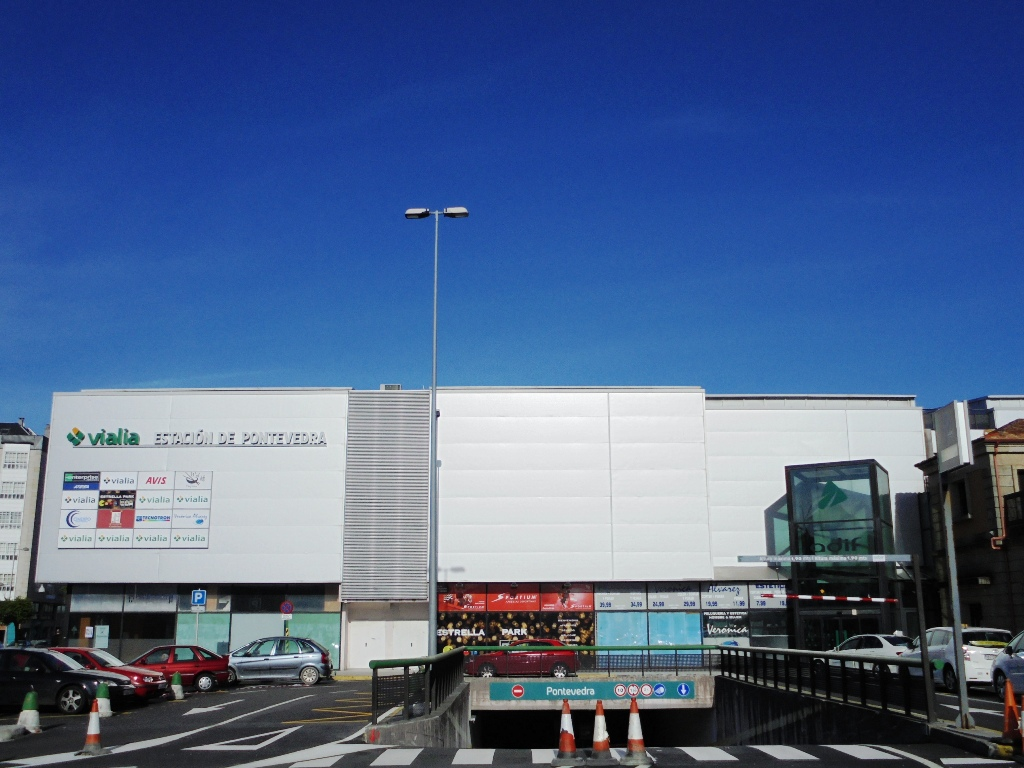
Centro Comercial Vialia Pontevedra en 2014.

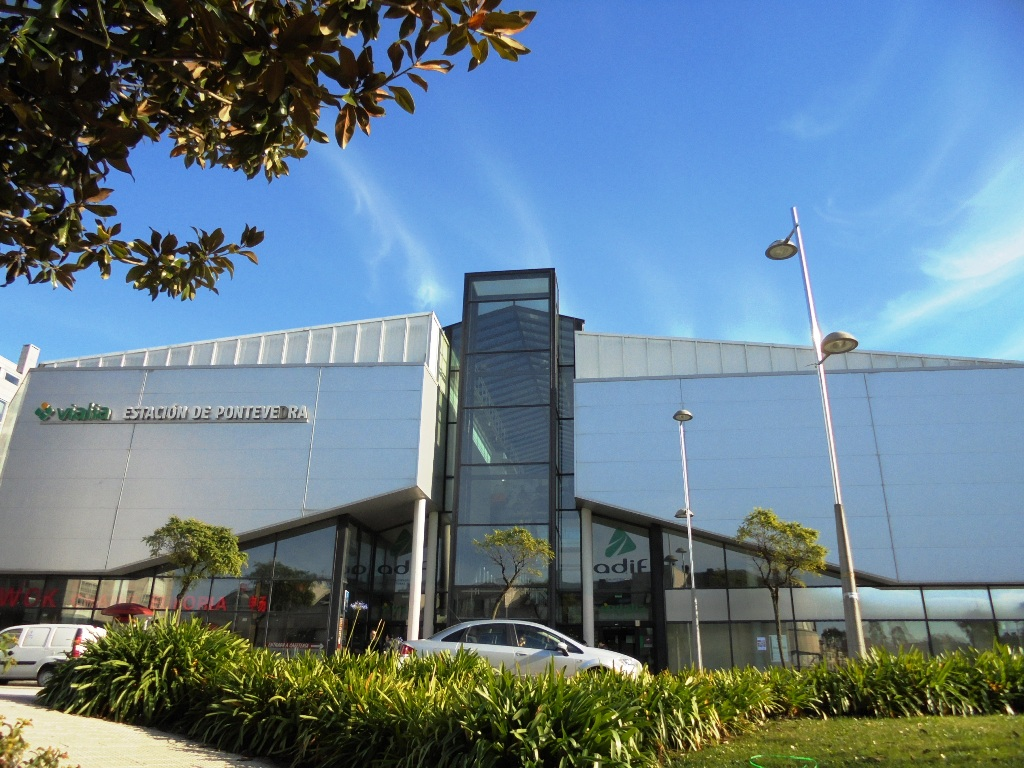
Centro Comercial Vialia Pontevedra, entrada principal, en 2014.

El 30 de noviembre de 2000 se inauguró el Centro Comercial Vialia, anexo a la estación de ferrocarril, en el que hay 8 salas de cine y que fue el primer centro Vialia de Galicia.
En septiembre de 2000 se iniciaron las obras del ramal ferroviario de Pontevedra al puerto de Marín-Pontevedra. El 10 de julio de 2002 se inauguró esta línea de mercancías de 6,487 kilómetros.
En 2007 y 2008 se adjudicaron las obras de los tramos que unen la ciudad con el llamado Eje Atlántico de Alta Velocidad que posibilitaron las conexiones de alta velocidad con Pontevedra.
Entre 2013 y 2015, la estación de Pontevedra sufrió una remodelación total de las instalaciones ferroviarias, se demolieron todos los andenes y vías, se construyeron 3 nuevos andenes y una nueva playa de vías con dos vías centrales pasantes y 5 vías con andén. Se realizó un gran paso inferior que sustituye al antiguo paso inferior, actualmente transformado en galería de servicios. Se instalaron ascensores en los tres andenes y se hizo la preinstalación para 6 escaleras mecánicas, habiendo instalado finalmente sólo dos escaleras mecánicas, de subida en los 2 andenes más usados.
El 5 de abril de 2023 finalizó la transformación de la planta baja del Centro Comercial Vialia en un supermercado, permaneciendo en la edificación únicamente este supermercado y las salas de cine. La instalación dejó de formar parte de la red de Vialia, pasando los locales a formar parte de la zona comercial de la estación, adscrita a Adif Alta Velocidad.

## La estación

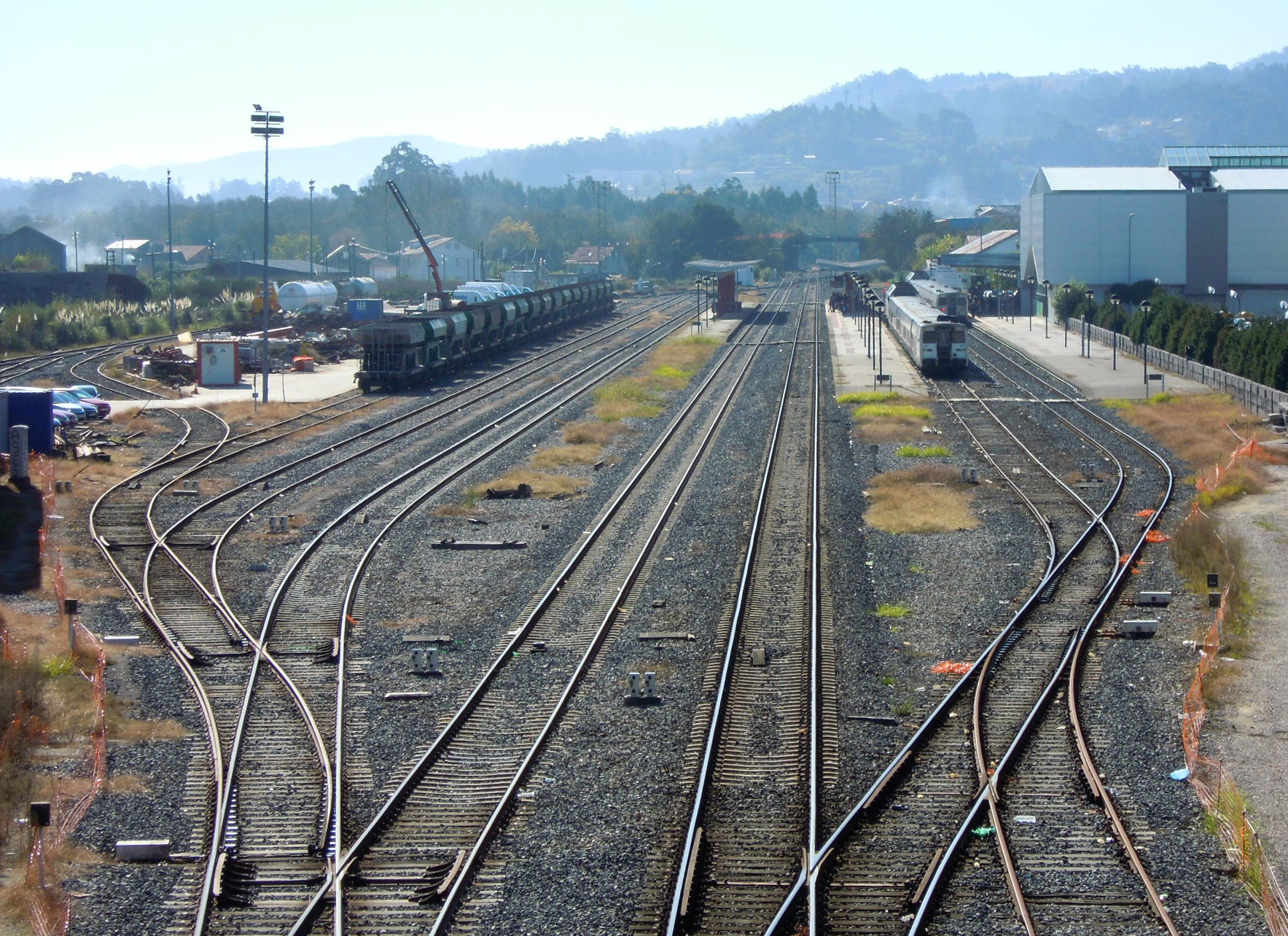
Playa de vías de la estación

La estación de Pontevedra se sitúa al sudeste de la ciudad entre los barrios de Gorgullón y A Parda cerca del río dos Gafos a donde fue traslada para sustituir a la céntrica y antigua estación del barrio de Campolongo.
El edificio de viajeros de la estación es una estructura de dos pisos de planta alargada y rectangular revestida de piedra y adornada en su acceso principal por un amplio arco cobijado en un frontón triangular. El edificio, construido en granito, tiene una fachada principal de 72 metros de longitud, compuesta por tres cuerpos de dos plantas. La sección central, claramente diferenciada de las laterales, sirve de entrada a los pasajeros. La planta baja se completa con arcadas. Una marquesina de hormigón armado en forma de alero cubre los andenes de la estación. El edificio fue proyectado en abril de 1943 por los ingenieros de caminos José Luis Tovar Bisbal y Eugenio de La Sal Crespo. Se inauguró el 8 de agosto de 1966.
Cuenta con tres andenes, el principal pegado al edificio y dos laterales cinco vías. Entre el andén principal y los dos laterales hay dos vías centrales pasantes. Los cambios de andén se realizan gracias a un paso subterráneo.
Dispone de venta de billetes, atención al cliente, aseos y cafetería. Todo el recinto está equipado con servicios adaptados para las personas con discapacidad. En el exterior existen varias zonas de aparcamiento y una parada de taxi.
El recinto está dotado también con una zona comercial, anteriormente perteneciente a la red Vialia, explotada actualmente por Adif Alta Velocidad que dispone de un supermercado Aldi, salas de cine, cafetería y servicios de alquiler de vehículos.

## Servicios ferroviarios

### Larga Distancia
Los recorridos de Larga Distancia con parada en la estación se realizan esencialmente con trenes Alvia que unen Madrid con Vigo.

### Media Distancia
Renfe, a través de sus servicios de Media Distancia, ofrece un elevado número de conexiones con Vigo, Santiago de Compostela y La Coruña, comercializados como MD (servicios La Coruña - Santiago de Compostela - Vigo-Urzaiz) y Regional (servicios La Coruña - Santiago de Compostela - Vigo-Guixar).

### Intermodalidad
La estación de autobuses de Pontevedra está situada junto a la estación de ferrocarril. Las dos estaciones están unidas por un paseo peatonal directo y una marquesina cubierta, complementados por una plaza de acceso peatonal frente a la estación de autobuses.
En las inmediaciones de la estación hay un aparcamiento en superficie y otro subterráneo. La estación está comunicada por autobuses urbanos (líneas 1 y 2); la parada de autobús se encuentra frente a la estación.

## Servicio de mercancías
Esta estación está abierta a los servicios de mercancías, en particular para las mercancías procedentes o con destino al puerto de Marín-Pontevedra.